# Julio Zegers Samaniego
Julio Zegers Samaniego (Santiago, 17 de noviembre de 1830 - ibíd, 30 de junio de 1918) fue un abogado y político chileno. Se desempeñó como diputado y ministro de Hacienda durante el gobierno de Aníbal Pinto.

## Biografía

### Familia
Nació en Santiago de Chile, el 17 de noviembre de 1830. Fue hijo de Juan Francisco Zegers Duras y de Matilde Samaniego de Acedo Rico.
Se casó en Santiago, el 17 de noviembre de 1859 con Micaela García Huidobro Márquez de la Plata y tuvieron un hijo. Se casó en segundo matrimonio, también en Santiago el año 1884, con María Ventura Campbell viuda de Costabal y tuvieron tres hijos.

### Estudios y vida laboral
Realizó sus estudios secundarios en el Instituto Nacional y luego los superiores en la Facultad de Derecho de la Universidad de Chile, jurando como abogado el 2 de enero de 1860.
Antes de recibirse, en 1856, fue nombrado director de la Imprenta Nacional y encargado de revisar la impresión del Código Civil.
En 1857 viajó a Europa y fue designado adicto a la legación de Chile en París, Francia. A su regreso, en 1858, fue designado vicerrector del Instituto Nacional. En 1864 acompañó a Manuel Montt como oficial de la misión encomendada a aquel, para el arreglo de las cuestiones con España y que culminó en el Congreso Interamericano que se celebró en Lima en 1865.
Terminadas sus funciones diplomáticas, se fue por un corto tiempo a Europa.
A su regreso se dedicó a su profesión forense.

## Trayectoria política
Desde 1864 hasta 1875 figuró en el Partido Nacional/monttvarista; pero en 1876, por desacuerdos con el grupo en que militaba, se separó de ellos y firmó los registros del Partido Liberal (PL).
En 1874, el presidente Federico Errázuriz Zañartu lo llamó a cooperar en las sesiones de la Comisión Revisora del Código de Enjuiciamiento Civil.
En 1876, fue a la Cámara baja del Congreso Nacional, como diputado propietario del recién creado departamento de San Javier de Loncomilla, por el eriodo 1876-1879; fue diputado reemplazante en la Comisión Permanente de Elecciones, Calificadora de Peticiones y en la de Constitución, Legislación y Justicia.
Nuevamente, fue electo diputado propietario por Loncomilla, por el período 1879-1882. Integró la Comisión Permanente de Hacienda e Industria.
En las elecciones parlamentarias de 1882, resultó una vez más electo diputado propietario, esta vez por Rere, por el período 1882-1885. Durante su periodo continuó en la Comisión Permanente de Hacienda e Industria; y la Comisión Conservadora para el receso de 1884 a 1885.
En las parlamentarias de 1885, es elegido diputado propietario por Linares, por el período 1885-1888; integrando la Comisión Permanente de Constitución, Legislación y Justicia.
Se mantuvo en el cargo de diputado propietario por Linares, al ser reelecto en las parlamentarias de 1888, sirviendo hasta 1891.  Continuó en la Comisión Permanente de Constitución, Legislación y Justicia.
Meses más tarde, fue elegido diputado por Santiago, por el período 1891-1894, ocupando la presidencia de la Cámara del 2 de julio al 6 de diciembre de 1892. Integró la Comisión Permanente de Elecciones, Calificadora de Peticiones y la de Hacienda e Industria.
En 1878 fue nombrado ministro de Hacienda en la administración del presidente Aníbal Pinto y como tal suscribió la declaración de guerra a Perú y Bolivia. Como ministro activó el despacho de un proyecto relativo a impuesto sobre las herencias que se discutía hacía tiempo en la Cámara; logró conseguir promulgarlo como ley de la República, el 23 de noviembre de 1878 y dictó un reglamento para su mejor cumplimiento.
Ejerció como delegado de Chile en la Comisión que en Buenos Aires resolvió la cuestión de la Puna de Atacama, en 1899.
Fue abogado y representante de la Compañía Inglesa de Salitres de Tarapacá, cuyo dueño era John Thomas North. Fue nombrado también, paralelo al cargo anterior, consejero de Estado. Posteriormente renunció a su consejería.
Tras la muerte de John Thomas North(1896) se descubre un fondo de 200.000 libras esterlinas para sobornos en Chile, Siendo abogado de John Thomas North fue el encargado de entregar las coimas a diputados y personeros del gobierno para legislar a favor de los intereses del «Rey del salitre», como estos actos fueron realizados en el extranjero no fue destituido ni procesado por el poder judicial chileno.

## Actividades posteriores
En 1906 comenzó a publicar una serie de biografías en El Diario Ilustrado, sobre los candidatos a la presidencia de la República, en las que lucía sus cualidades de escritor.
En 1907 publicó otra serie de artículos económicos. También escribió artículos en los que habló sobre la mujer, la madre.
Fue autor de un estudio sobre el conflicto del matrimonio civil y religioso, publicado por uno de sus nietos.
Falleció en su ciudad natal, Santiago, el 30 de junio de 1918, a los 88 años de edad.